# Gerhard Weißgerber
Gerhard Weißgerber (* 13. Oktober 1905 in Großrosseln; † 22. Oktober 1937 in Kaiserslautern) war ein starker deutscher Schachspieler.
Weißgerber entwickelte sich zum stärksten Schachspieler des Saarlandes. So wurde er jeweils Sieger im Meisterturnier beim Pfälzischen Schachkongress 1932 in Ludwigshafen und 1933 in Neustadt/Weinstraße.
Bereits 1930 hatte er sich in Frankfurt für die deutsche Meisterschaft qualifiziert. Diese fand 1931 in Swinemünde statt. Zwar belegte er hier nur Platz 9, aber er erreichte mit 5 aus 12 die notwendige Punktzahl, um den Titel Deutscher Meister zu erhalten. Die beste Platzierung bei einer deutschen Meisterschaft erreichte er 1935 in Aachen mit Platz 5.
Weitere Erfolge in seiner Laufbahn waren 1926 im Trebitsch-Turnier in Wien sein Sieg im Hauptturnier C, 1927 der Gewinn der Rheinmeisterschaft und 1928 der erste Platz in Zweibrücken. 
Seine beste historische Elo-Zahl von 2562 erreichte Weißgerber im Mai 1934.